# Herbert Volz
Herbert Volz (Moltketal, 25 november 1944) is een Duitse schilder, beeldhouwer en glazenier.

## Leven en werk
Volz werd in 1944 geboren in het dorp Brockotschine, dat tussen 1937 en 1945 Moltketal heette, het huidige dorp Brochocin (gemeente Trzebnica) in de Poolse woiwodschap Neder-Silezië. Hij werd van 1959 tot 1962 opgeleid als glazenier in de Werkstätte Derix in Rottweil. Volz studeerde van 1963 tot 1967 schilderkunst bij de hoogleraren Oskar Holweck en Boris Kleint aan de Hochschule der Bildenden Künste Saar (HBKsaar) in Saarbrücken. Hij is een abstracte kunstenaar en actief als schilder, beeldhouwer, glaskunstenaar en interieurontwerper. Zijn werk wordt gekenmerkt door het geometrisch-constructivisme en is gebaseerd op de uitgangspunten van de concrete kunst, waarbij zijn voornaamste thema het kleurenspectrum behelst.
De kunstenaar woont en werkt sinds 1976 in Ulm in de deelstaat Baden-Württemberg. In 1979 nam hij deel aan de tentoonstelling Auswahl Villa Massimo in Kassel. Hij exposeert vanaf 1984 met de Gruppe Konstruktive Tendenzen.

## Werken (selectie)

### Collecties
Zijn werk bevindt zich onder andere in de collecties van het Kunstmuseum Wolfsburg, het Mondriaanhuis in Amersfoort en de Staatsgalerie Stuttgart; de steden München, Neu-Ulm, Nürtingen en Stuttgart; de collectie Deutsche Bank

### Openbare ruimte
- 1981 : Tiefbauamt in Stuttgart
- 1984/86 : Pyramiden-Raumstruktur in Ulm-Jungingen
- 1986/87 : Drei Grundfarben gegenübergestellt in Ulm
- 1987 : Die vier Farben des Kantenspektrums sich gegenüberliegend, Haußmannstraße in Stuttgart
- 1987/88 : Stele in Ulm
- 1989 : Die vier Farben des Kantenspektrums im Zylinder gegenüberstehend in Dotternhausen
- 1989 : Dotternhausener Säule, beeldenroute Kunstpfad Universität Ulm
- 1992 : Säule in Neu-Ulm
- 1994 : Die vier Farben des Kantenspektrums in Reihung in Neu-Ulm
- 1999 : Brunnensäule in Illertissen
- 2001 : Quadrate in Bewegung - Farbe und Reflexion in Waldenbuch
- 2002 : Brunnenanlage in Senden

### Glas-in-loodramen
- 1999 : Kreuzkirche in Nürtingen
- 2000 : Kirche St. Klara in Ulm
- 2008 : Altarraum St. Augustinus in Heilbronn

### Interieurontwerpen
- 1988 : Donauhalle in Ulm
- 1988/89 : Zentrum für Innere Medizin in Ulm (totaalconcept)
- 1993 : Merckle GmbH in Donautal
- 2001 : Wandrelief Museum Ritter in Waldenbuch

## Fotogalerij

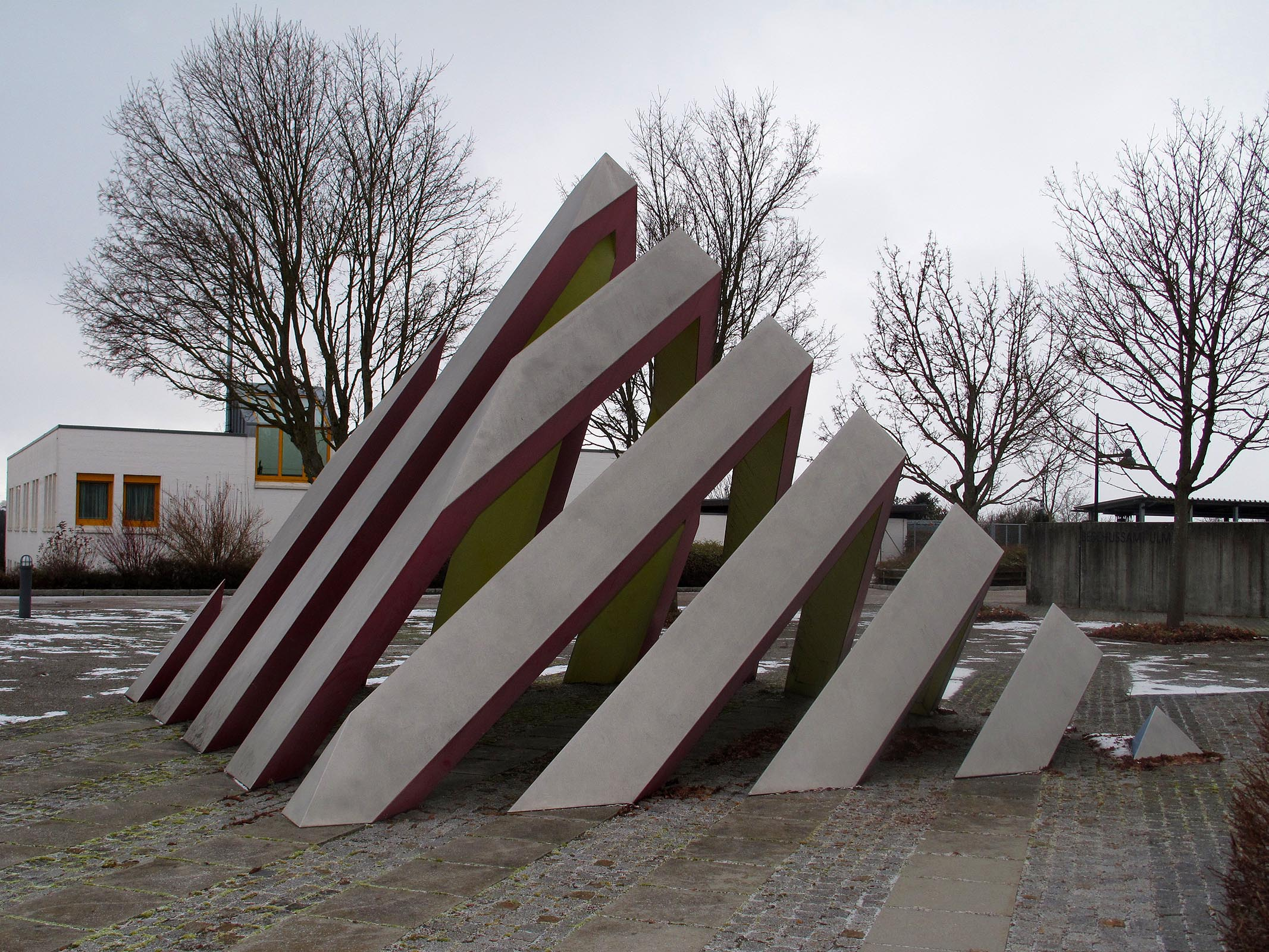
Pyramiden-Raumstruktur (1984/86), Ulm
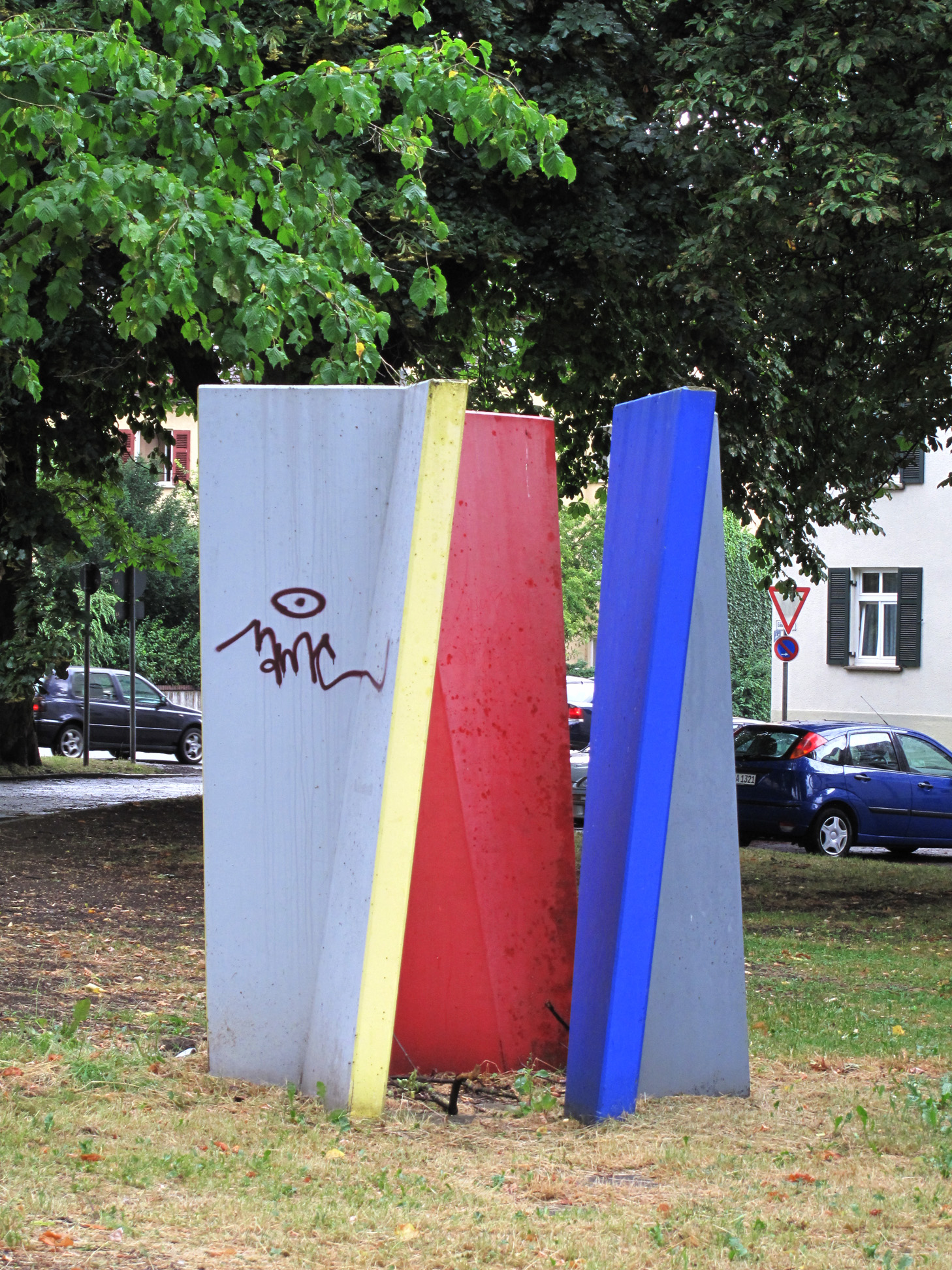
Drei Grundfarben gegenübergestellt (1986/87), Ulm
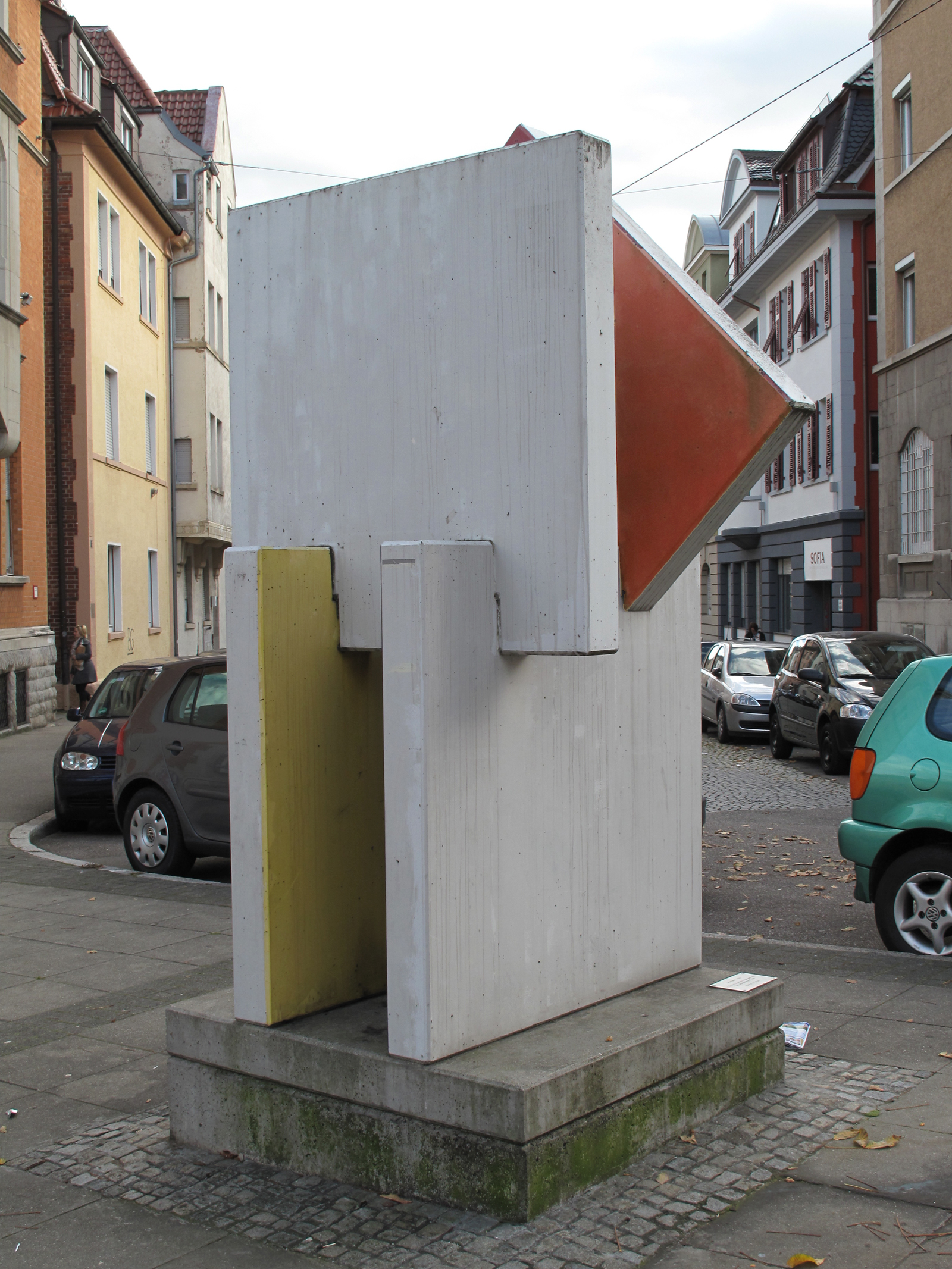
Die vier Farben des Kantenspektrums, sich gegenüberstehend (1987), Stuttgart
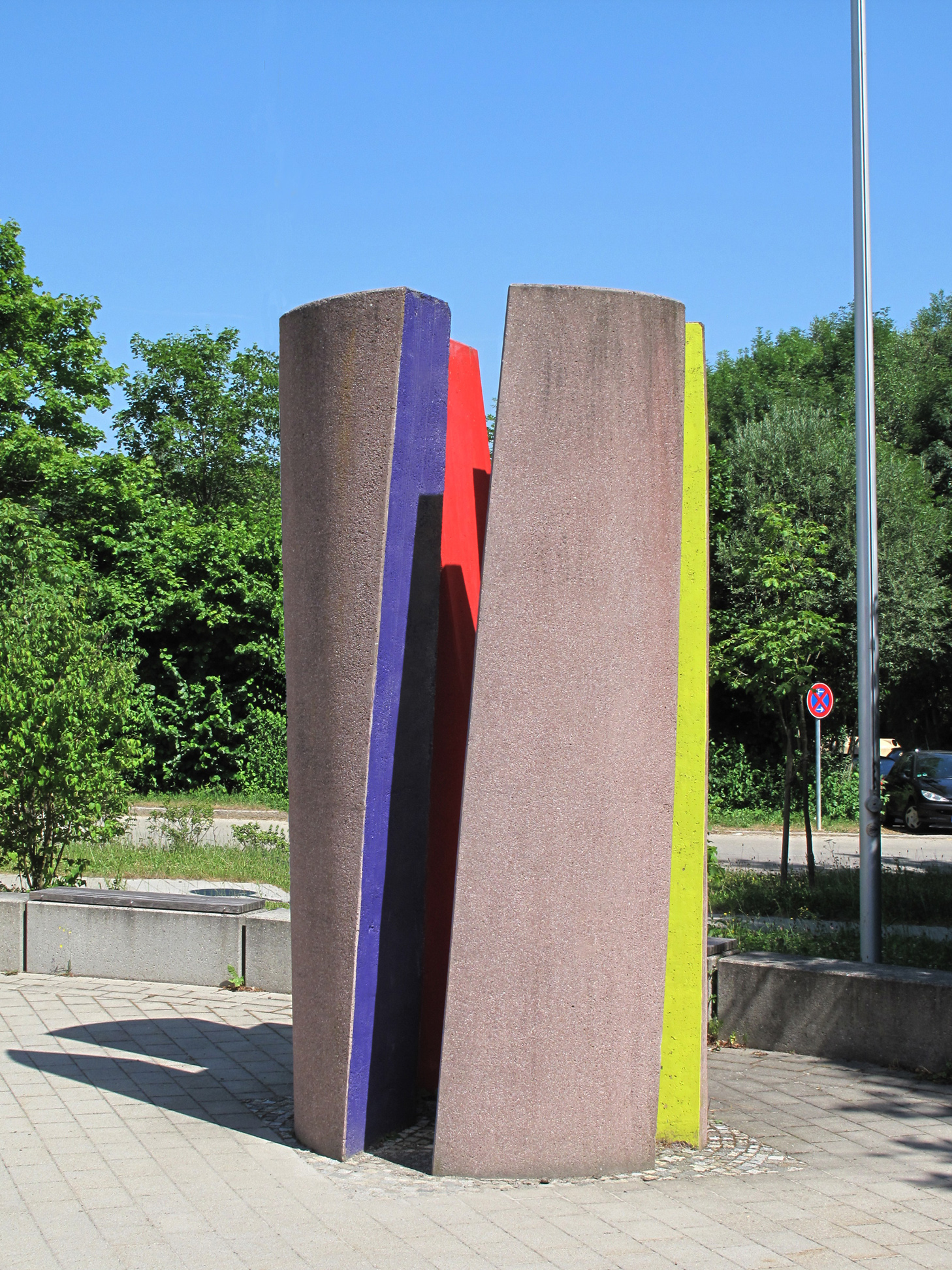
Dotternhausener Säule (1989), Ulm
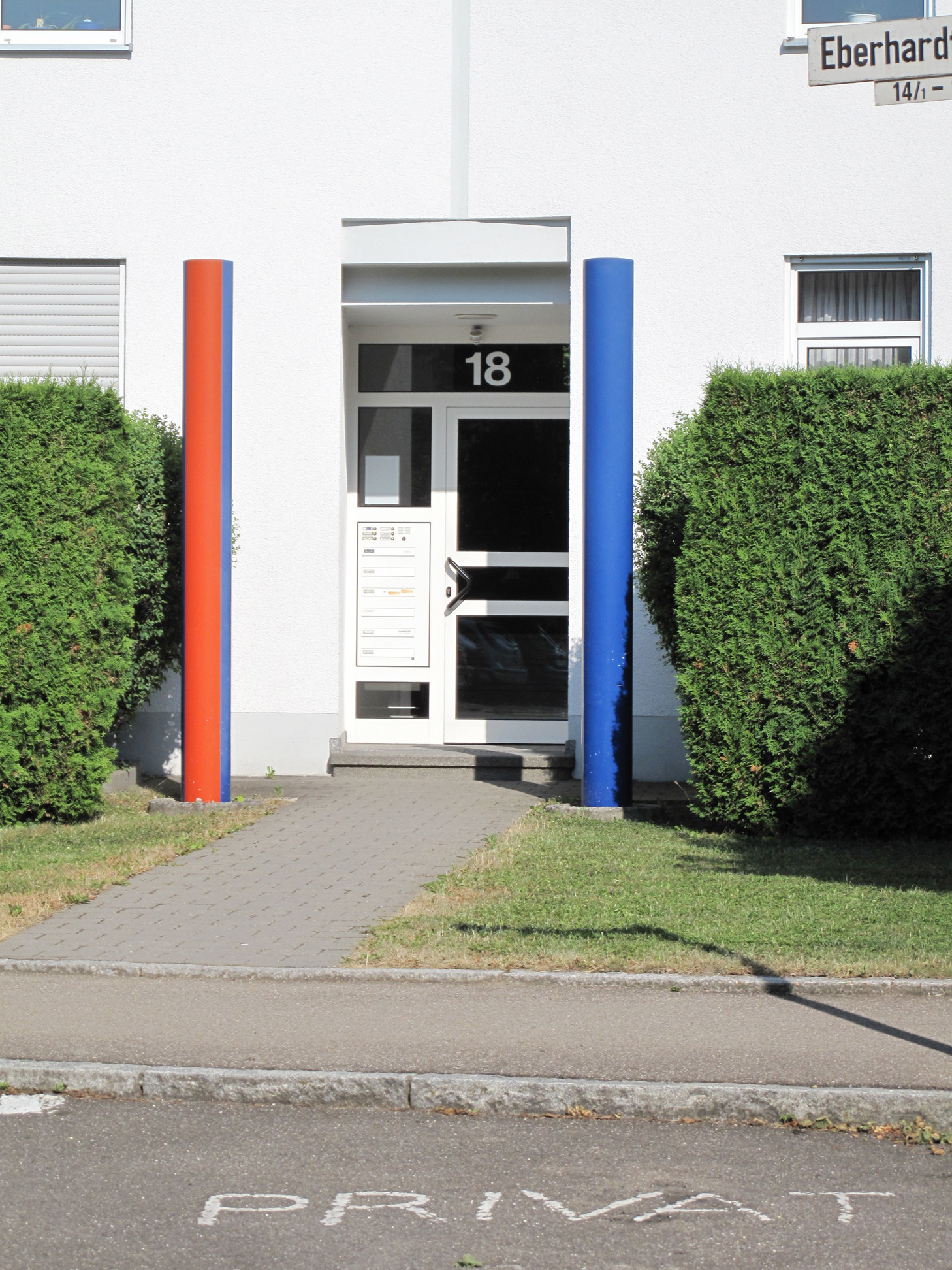
10 Zweifärbige Säulen (detail) (1994), Ulm
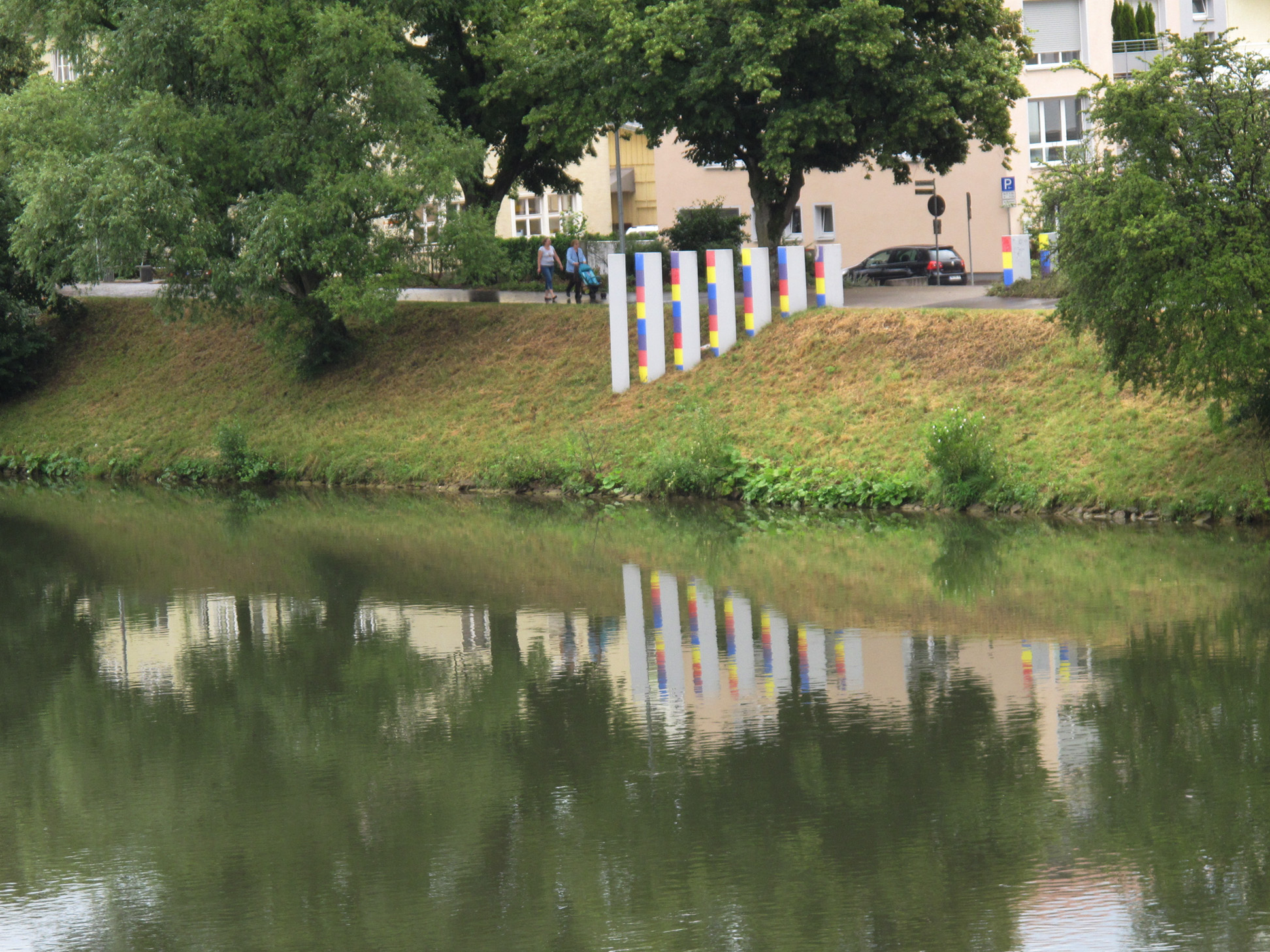
Die vier Farben des Kantenspektrums in Reihung (1994), Ulm
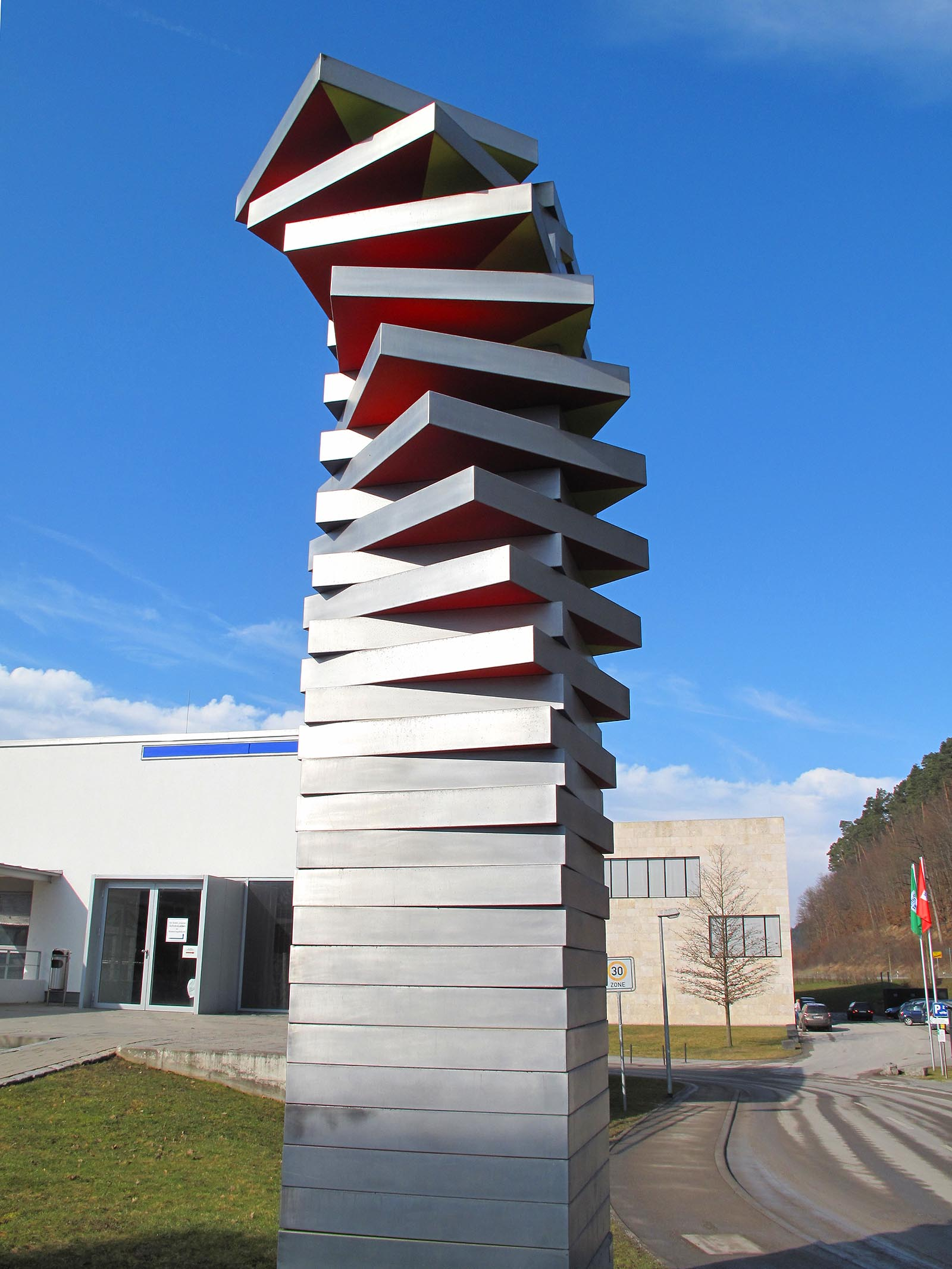
Quadrate in Bewegung (2001), Waldenbuch